# Krumbach (Eckbach)
Der Krumbach im nordöstlichen Pfälzerwald und in der nördlichen Vorderpfalz (Rheinland-Pfalz) ist ein 7,3 km langer Bach und ein rechter Zufluss des Eckbachs. In der Region bekannt ist er, weil er im Bereich seines Oberlaufs streckenweise im Untergrund versickert und wieder zutage tritt.

## Verlauf

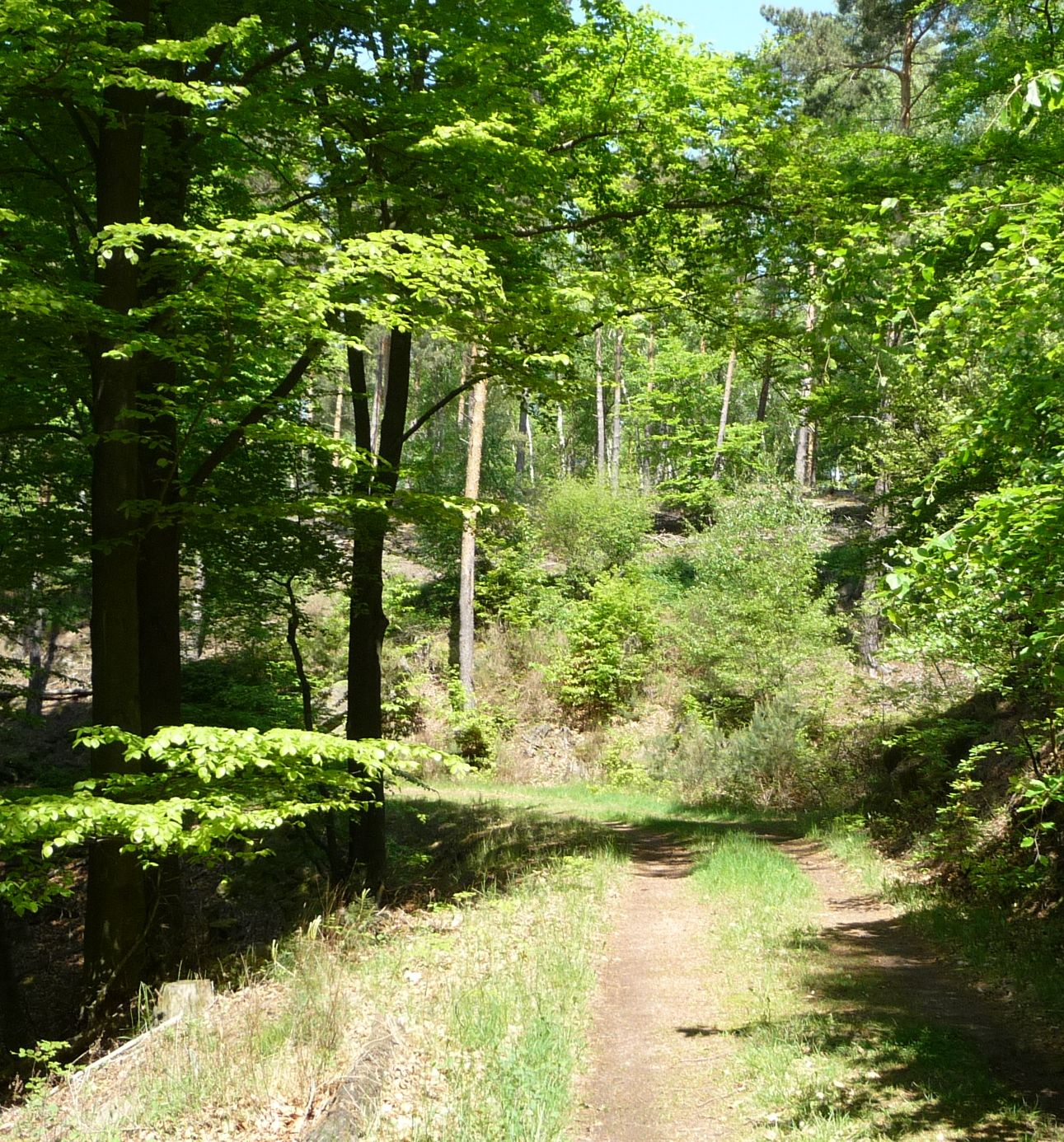
Wanderweg im Krumbachtal

Der Krumbach entspringt auf 375 m Höhe in einem Kerbtal, das gänzlich innerhalb des Leininger Sporns verläuft, des nordöstlichen Ausläufers des Mittleren Pfälzerwalds, und das nach dem Gewässer Krumbachtal genannt wird. Die Quelle liegt etwa 2 km südwestlich von Weisenheim am Berg auf Gemarkung einer Exklave, die zu Herxheim am Berg gehört. Nur 350 m nordöstlich der Quelle füllt der Krumbach den Ungeheuersee, der sich auf 357 m Höhe erstreckt und mit Listennummer ND-7332-195 als Naturdenkmal eingestuft ist. Beim höchsten Wasserstand erreicht seine Fläche maximal 0,4 Hektar.
Nach dem Verlassen des Sees fließt der Krumbach in Windungen nordwärts. Dabei nimmt er aus zwei linken Seitentälern als seine einzigen Zuflüsse den Bannwaldbach (Länge etwa 700 m) und den Bach vom Haseldellbrunnen (etwa 450 m) auf. Nach gut 1000 m verschwindet der Krumbach zunächst im Waldboden.
Anschließend wendet sich die Laufrichtung nach Nordosten. Dabei treten weitere Abschnitte des Krumbachs wieder an die Oberfläche. Das Tal reicht von der Krumbachquelle etwa 4,5 km weit bis zum Haardtrand unterhalb der Ortsgemeinde Battenberg.
Nach dem Eintritt in das Hügelland an der Deutschen Weinstraße fließt der Krumbach noch etwa 2 km durch Weinberge. Er unterquert die Landesstraßen 517 (Bobenheim am Berg–Kleinkarlbach) sowie 520 (Kleinkarlbach–Kirchheim). Der Unterlauf ist an einigen Stellen rechtwinklig begradigt und mitunter verrohrt, so auch am Nordostrand von Kleinkarlbach. Dort mündet der Krumbach nahe der früheren Langmühle auf 157 m Höhe von rechts in den Eckbach, einen linken Nebenfluss des Rheins.

## Erreichbarkeit
Quellgebiet und Oberlauf des Krumbachs sind nur über Wanderpfade erreichbar sowie über Waldwege, die nicht für den allgemeinen Kraftfahrzeugverkehr zugelassen sind, beispielsweise von Battenberg oder Bobenheim am Berg aus durch das Krumbachtal, von Weisenheim am Berg aus über das Langental und von Leistadt aus über das Sandtal. Der Unterlauf führt teilweise an landwirtschaftlichen Wegen entlang.

## Sehenswürdigkeiten
Sehenswert außer dem Ungeheuersee und dem Krumbachtal sind nahe dem Krumbach die Blitzröhren an der Auffahrt zur Ortsgemeinde Battenberg (Kreisstraße 30) und oben die teilrestaurierte Ruine der gleichnamigen Burg.

Battenberg
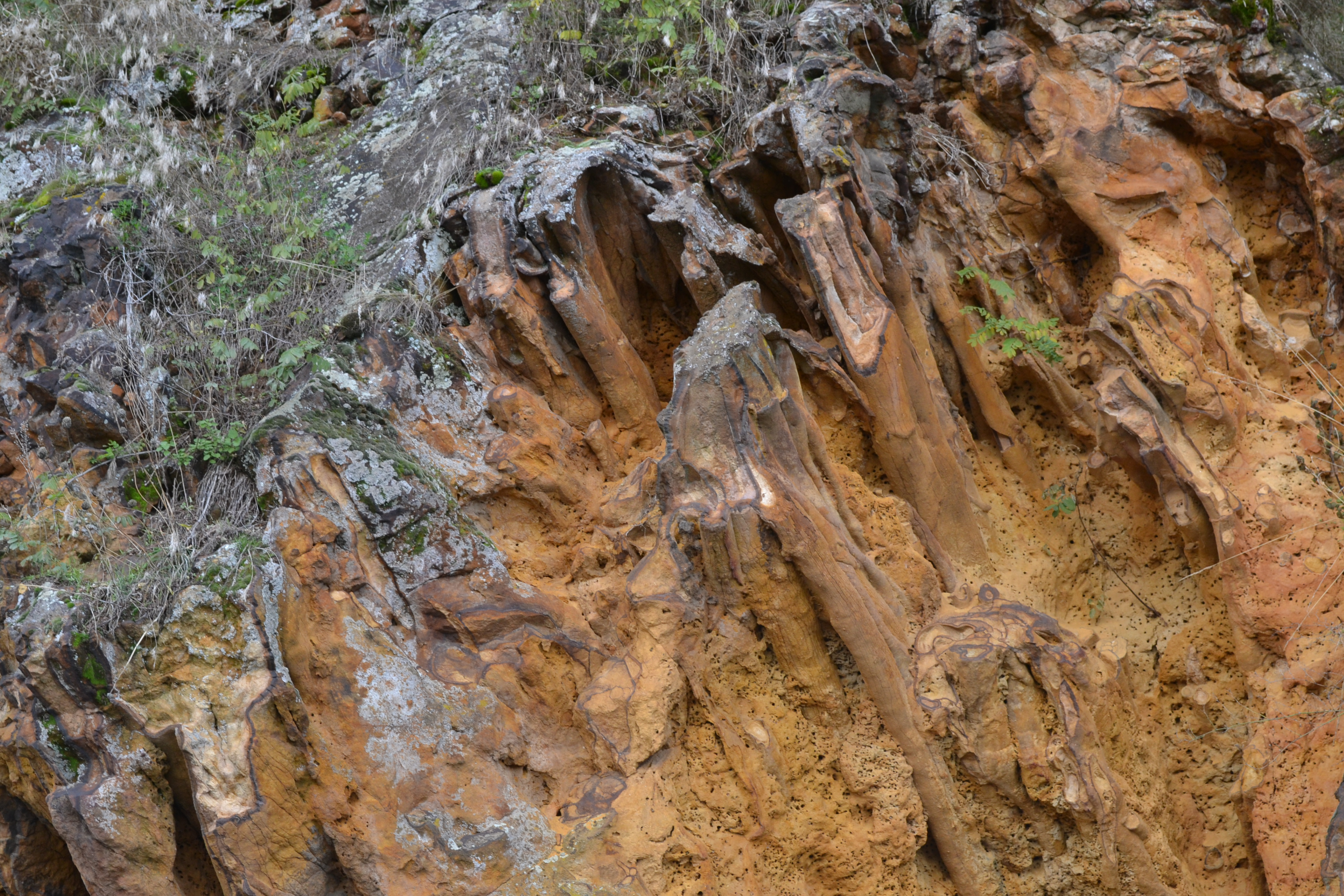
Die Blitzröhren
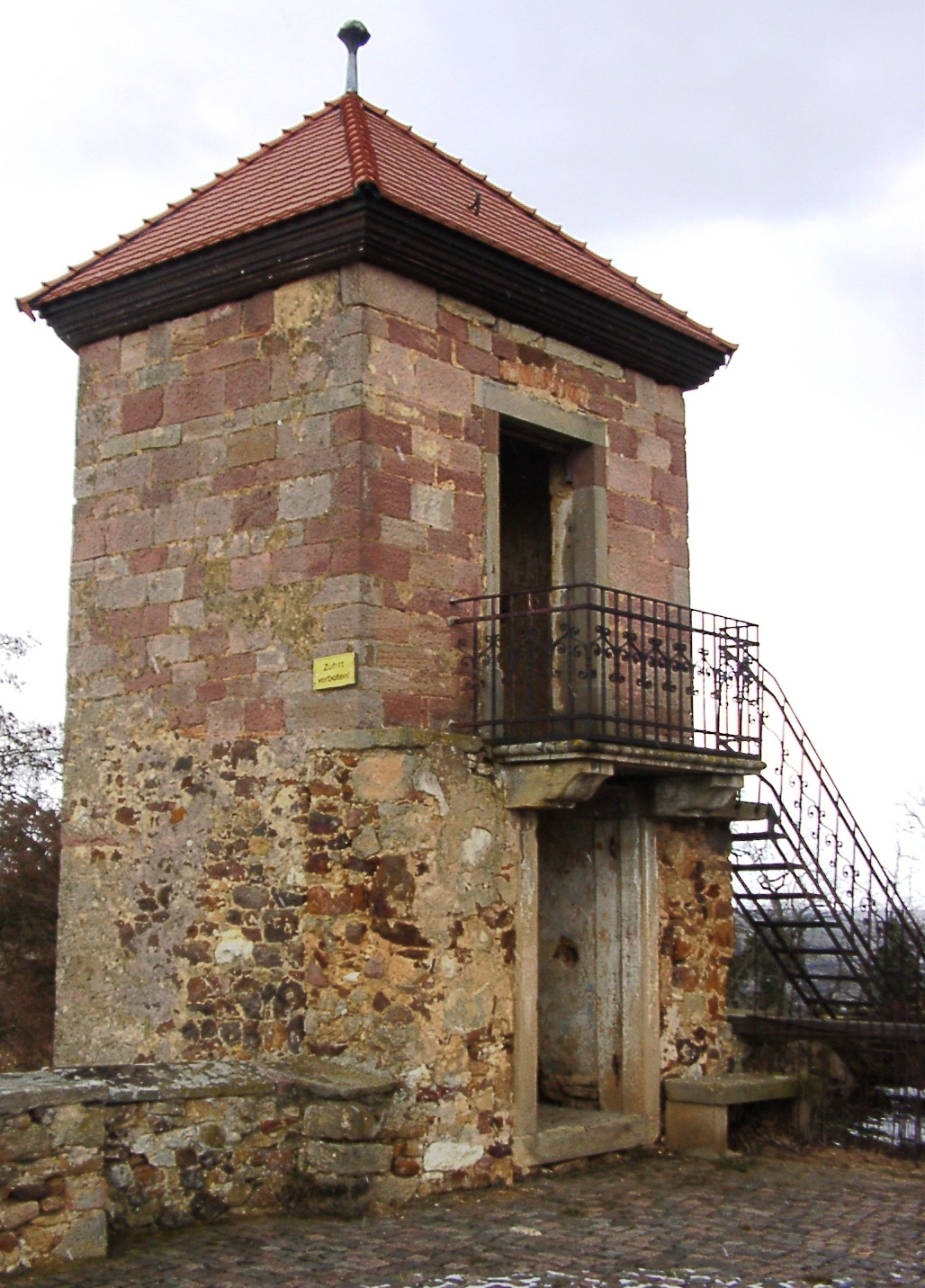
Treppenturm der Burg